# Aelurillus cristatopalpus
Aelurillus cristatopalpus är en spindelart som beskrevs av Eugène Simon 1902. 
Aelurillus cristatopalpus ingår i släktet Aelurillus och familjen hoppspindlar. Inga underarter finns listade i Catalogue of Life.